# أنظمة أبراهام لو للمساعدة الذاتية
هي منظمة غير ربحية تشكلت من اندماج التعافي الدولي ومعهد ابراهام. لتسهيل عقد اجتماعات التعافي الدولية المقدرة بـ 600 شخص من انحاء العالم وجميع المشاريع التي كان يديرها سابقًا معهد أبراهام لو بما في ذلك برنامج قوة التغير. سميت المنظمة باسم أبراهام لو، مؤسس منظمة المساعدة الذاتية للصحة العقلية المعروفة الآن باسم التعافي الدولي.
-التاريخ
تم تأسيس شركة التعافي، رسميًا في نوفمبر 1937، من قبل الطبيب النفسي العصبي أبراهام لو في شيكاغو، إلينوي.أنشأ لو المنظمة لتسهيل مجموعات المساعدة الذاتية لدعم الأقران للمرضى العقليين السابقين وسمح لاحقًا بمشاركة أولئك الذين لم يتم إدخالهم إلى المستشفى، ولكن مع الرغبة في تحسين صحتهم العقلية. خلال الاجتماع السنوي للمنظمة في يونيو 2007، أُعلن أن شركة التعافي. ستُعرف فيما بعد باسم التعافي الدولي. واعتبارا من عام 2008 كان هناك أكثر من 600 اجتماع عن التعافي العالمي في جميع انحاء العلم مثل أمريكا الشمالية، أيرلندا، المملكة المتحدة وإسرائيل والهند.
تأسس معهد ابراهام لو في عام 1989 لتطوير البرامج، بالإضافة إلى برنامج التعافي، بناءً على مبادئ لو للمساعدة الذاتية.
قدم المعهد منحاِ لمزيد من البحث العلمي حول عمل لو، وقدم موارد بحثية للأشخاص المهتمين بأساليب لو، وطور برنامج قوة التغيير ومشروع الاقارب.
في 1 يناير 2008، اندمجت شركة التعافي العالمية مع معهد أبراهام لو وأعيدت تسميتها إلى معهد ابراهام لو /التعافي الدولي مؤقتًا. تم تأسيس أنظمة أبراهام لو للمساعدة الذاتية في 1 يناير 2009، لاستكمال دمج شركة التعافي العالمية ومعهد أبراهام لو. تعد أنظمة ابراهام لو للمساعدة الذاتية الآن مقدمًا لمجتمع الاسترداد الدولي والاجتماعات الهاتفية والاجتماعات عن بعد وبرنامج قوة التغيير، الذي كان أحد برامج معهد ابراهام لو.
-مشروع الاقارب
وجد مشروع الاقارب في عام 1993، لتقدم الدعم للعائلة والاصدقاء والأشخاص الذين يعانون من مشاكل عقلية وعاطفية. يقوم مشروع الأقارب بتعليم مهارات التأقلم وإدارة الجهود من خلال اجتماعات مماثلة لتلك التي تعقد في مجموعات التعافي، ولكن باستخدام الأدبيات التي كتبها أبراهام لو خصيصًا لعائلات مرضاه.  يتم تعليم الأقارب الحفاظ على التعاطف والاحترام الإيجابي غير المشروط لقريبهم المريض، مع إعادة تأطير بيئتهم المحلية لتوفير مناخ تمكين لجميع الأعضاء. مجموعات مشروع الأقارب مفتوحة للبالغين والمراهقين، وتسمح للمهنيين بالمراقبة ولكن فقط للمشاركة إذا كان ذلك لدعم الصحة العقلية لأحد أفراد الأسرة. تصبح الصحة النفسية هدفًا مشتركًا للعائلة، ويتشارك جميع أفراد الأسرة في المسؤولية لتحقيقه.
-قوة التغير
هو برنامج معرفي يعتمد على مبادئ لو للمساعدة الذاتية. برنامج قوة التغبر يعلم الطلاب المعرضين للخطر والسجناء السابقين مبادئ نظام لو للمساعدة الذاتية في مجموعات النظير إلى النظير.تتكون مجموعات قوة التغبر عمومًا من 12-8 عضوًا، يجتمعون أسبوعياً، ويتعلمون مبادئ نظام المساعدة الذاتية من خلال وصف تجربتهم الشخصية في الأحداث المزعجة والتعليق على تجارب بعضهم البعض باستخدام تنسيق منظم للغاية.
على وجه التحديد، تتكون «قوة التغيير» من خمسة مكونات:
1-عملية نظير إلى نظير تهدف إلى توفير بيئة آمنة للأعضاء للكشف عن تجاربهم للمجموعة الداعمة.
2-هيكل اجتماع يهدف إلى الحفاظ على المناقشة حول الموضوع.
3-ردود الفعل باستخدام مجموعة من الأدوات (مبادئ أسلوب أبراهام لو العلاجية)
يتكون المثال المكون من أربعة أجزاء من وصف موضوعي لحدث؛  تقرير عن المشاعر والأحاسيس والأفكار والنبضات التي يمر بها أعضاء العقل والجسم؛  كيف يستخدم العضو أدوات «القدرة على التغيير» لإدارة التجربة؛  وتأييدًا ذاتيًا لتذكير العضو بالتقدم المحرز ولمكافأة جهودهم.تستخدم مجموعات «قوة التغيير» الكثير من اللغة المقترحة في برنامج التعافي الدولي، مثل تحديد «المزاج» وتجنب الحكم على الصواب والخطأ.